# Setopagis heterura
El chotacabras de Todd (Setopagis heterura), también denominado aguaitacamino piedrero, guardacaminos de Todd o gallinaciega de Todd, es una especie de ave caprimulgiforme de la familia Caprimulgidae propia del norte de Sudamérica. Anteriormente se consideraba una subespecie del chotacabras chico (S. parvula). Las dos especies son de apariencia muy similar, pero sus llamadas son diferentes.

## Distribución y hábitat
Se encuentra únicamente en bosques semiabiertos y otros hábitats despejados del noreste de Colombia, Venezuela y Guyana, aunque es bastante abundante en la mayor parte de su área de distribución.